# Filip Đorđević
Filip Đorđević (Servisch: Филип Ђорђевић) (Belgrado, 28 september 1987)  is een Servisch voetballer die doorgaans als aanvaller speelt. Hij verruilde Lazio Roma in juli 2018 transfervrij voor Chievo Verona. Đorđević debuteerde in 2012 in het Servisch voetbalelftal.

## Clubcarrière
Đorđević begon met voetballen bij Rode Ster Belgrado. Tijdens het seizoen 2006/07 werd hij uitgeleend aan FK Rad, waar hij dertien doelpunten scoorde in 35 wedstrijden. Op 3 januari 2008 werd hij voor zes maanden uitgeleend aan de FC Nantes, op dat moment actief in de Ligue 2. In de zomertransferperiode legde Nantes hem definitief vast. Het betaalde een bedrag van 2 miljoen euro voor Đorđević, die zijn handtekening zette onder een vierjarig contract.

## Statistieken
| Seizoen | Club               | Land      | Competitie | Wed. | Doelp. |
| ------- | ------------------ | --------- | ---------- | ---- | ------ |
| 2005/06 | Rode Ster Belgrado | Servië    | Superliga  | 5    | 0      |
| 2006/07 | → FK Rad           | Servië    | Prva Liga  | 35   | 13     |
| 2007/08 | Rode Ster Belgrado | Servië    | Superliga  | 7    | 0      |
| 2007/08 | → FC Nantes        | Frankrijk | Ligue 2    | 18   | 7      |
| 2008/09 | FC Nantes          | Frankrijk | Ligue 1    | 19   | 2      |
| 2009/10 | FC Nantes          | Frankrijk | Ligue 2    | 19   | 2      |
| 2010/11 | FC Nantes          | Frankrijk | Ligue 2    | 36   | 12     |
| 2011/12 | FC Nantes          | Frankrijk | Ligue 2    | 28   | 6      |
| 2012/13 | FC Nantes          | Frankrijk | Ligue 2    | 34   | 20     |
| 2013/14 | FC Nantes          | Frankrijk | Ligue 1    | 27   | 10     |
| 2014/15 | Lazio Roma         | Italië    | Serie A    | 24   | 8      |
| 2015/16 | Lazio Roma         | Italië    | Serie A    | 27   | 3      |
| 2016/17 | Lazio Roma         | Italië    | Serie A    | 17   | 0      |
| 2017/18 | Lazio Roma         | Italië    | Serie A    | 0    | 0      |
| 2018/19 | Chievo Verona      | Italië    | Serie A    | 4    | 0      |
| Totaal  | Totaal             | Totaal    | Totaal     | 300  | 83     |

## Interlandcarrière
Djordjevic werd voor het eerst opgeroepen voor het Servisch voetbalelftal op 24 november 2007 voor een interland tegen Kazachstan. Hij debuteerde vijf jaar later daadwerkelijk, onder Siniša Mihajlović, in een oefeninterland tegen Chili op 14 november 2012. Hij scoorde twee minuten na zijn invalbeurt.

## Erelijst
| Kampioen Superliga | 1× | 2005/06 |